# Шортлендські острови
Шортлендські острови — група островів вулканічного походження, що належать до західної провінції Соломонових островів на 6°55′ пд. ш. 155°53′ сх. д. / 6.92° пд. ш. 155.88° сх. д.. Названі на честь Джона Шортленда. Розташовані на крайньому північному заході країни, недалеко від острова Бугенвіль, Папуа Нова Гвінея. Найбільший острів Шортленд. Інші острови, що входять до складу Шортлендських: Овау, Пірумері, Магусайя, Фауро і Баллале.

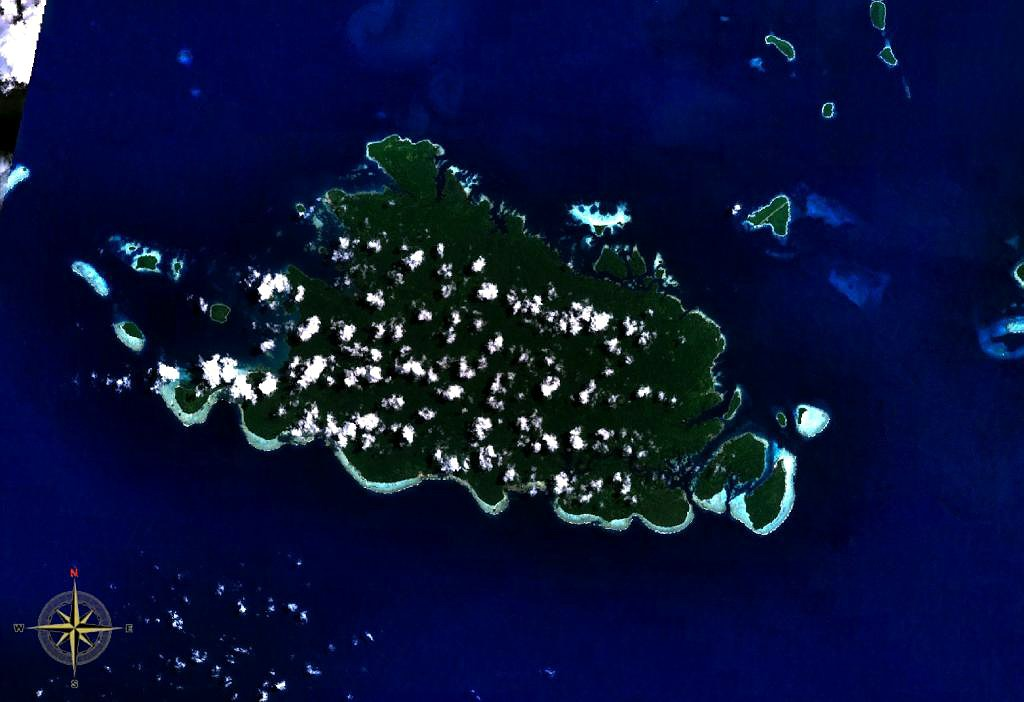
Космічний знімок острова Шортленд